# Solidago verna
Solidago verna là một loài thực vật có hoa trong họ Cúc. Loài này được M.A.Curtis ex Torr. & A.Gray miêu tả khoa học đầu tiên năm 1842.